# Sociedade Esportiva e Recreativa Juventude
La Sociedade Esportiva e Recreativa Juventude és un club de futbol brasiler de la ciutat de Primavera do Leste a l'estat de Mato Grosso.

## Història
El club va ser fundat el 23 de maig de 1982. Fou dos cops campió de l'estat a inicis dels 2000.

## Palmarès
- Campionat matogrossense:
  - 2000, 2001

- Campionat matogrossense Segona Divisió:
  - 1990

## Estadi
Disputa els seus partits com a local a l'Estadi Asa Delta, que té una capacitat per a 5.000 espectadors.